# Azot Czerkasy
Azot Czerkasy (ukr. Азот Черкаси, Azot Cherkasy) – dawny ukraiński męski klub siatkarski z Czerkasów. Założony został w 1985 roku, lecz w 2007 został rozwiązany. Od sezonu 2002/2003 do rozwiązania klub nosił nazwę Azot-Spartak Czerkasy (ukr. Азот-Спартак Черкаси, Azot-Spartak Cherkasy). W jego miejsce powstał nowy klub z Czerkasów Impeksahro Sport Czerkasy.

## Sukcesy
- mistrzostwo Ukrainy – 2000, 2006
- wicemistrzostwo Ukrainy – 1997, 1999, 2001, 2002, 2007
- brązowy medal mistrzostw Ukrainy – 1996, 1998, 2003, 2005
- puchar Ukrainy – 1997, 1998, 2000, 2001
- finalista pucharu Ukrainy – 2003, 2006, 2007
- 4. miejsce w Pucharze Top Teams – 2003

## Rozgrywki krajowe
| Sezon     | Rozgrywki | Osiągnięcie |
| --------- | --------- | ----------- |
| 1992      | Superliga | 4. miejsce  |
| 1992/1993 | Superliga | 7. miejsce  |
| 1993/1994 | Superliga | 5. miejsce  |
| 1994/1995 | Superliga | 9. miejsce  |
| 1995/1996 | Superliga | 3. miejsce  |
| 1996/1997 | Superliga | 2. miejsce  |
| 1997/1998 | Superliga | 3. miejsce  |
| 1998/1999 | Superliga | 2. miejsce  |
| 1999/2000 | Superliga | 1. miejsce  |
| 2000/2001 | Superliga | 2. miejsce  |
| 2001/2002 | Superliga | 2. miejsce  |
| 2002/2003 | Superliga | 3. miejsce  |
| 2003/2004 | Superliga | 4. miejsce  |
| 2004/2005 | Superliga | 3. miejsce  |
| 2005/2006 | Superliga | 1. miejsce  |
| 2006/2007 | Superliga | 3. miejsce  |

## Rozgrywki międzynarodowe
| Sezon     | Rozgrywki        | Osiągnięcie  |
| --------- | ---------------- | ------------ |
| 1992/1993 | Puchar CEV       | I runda      |
| 1996/1997 | Puchar CEV       | faza grupowa |
| 1997/1998 | PEZP             | faza grupowa |
| 1998/1999 | PEZP             | faza grupowa |
| 1999/2000 | Puchar CEV       | faza grupowa |
| 2000/2001 | Puchar Top Teams | faza grupowa |
| 2001/2002 | Puchar Top Teams | ćwierćfinał  |
| 2002/2003 | Puchar Top Teams | 4. miejsce   |
| 2005/2006 | Puchar CEV       | faza grupowa |